# Pego (Abrantes)
Pego es una freguesia portuguesa del municipio de Abrantes, con 36,08 km² de área y 2.570 habitantes. Densidad: 71,2 hab/km².

## Historia
Los registos más antiguos que se conocen sobre la freguesia de Pego datan de 1332.

## Localización
La freguesia de Pego está situada en centro del municipio, y es una de las tres freguesias que no tienen contacto directo con el territorio perteneciente al concejo de Abrantes. Tiene como vecinos a las Mouriscas al nordeste, la Concavada al este, São Facundo y São Miguel do Rio Torto al sur, o Rossio ao Sul do Tejo al oeste y Alferrarede al noroeste. Está en la ribera derecha del Río Tajo a lo largo de los dos límites con Alferrarede y las Mouriscas.

## Gastronomía
- Açorda de sável
- Migas carvoeiras com bacalhau assado. (Bacalao asado)
- Migas de couve com entrecosto

## Patrimonio
- Quinta de Coalhos

- Datos: Q2004619
- Multimedia: Pego (Abrantes) / Q2004619

1. ↑  Worldpostalcodes.org,código postal n.º 2205.